# Marcello Fabri
Pour les articles homonymes, voir Fabri et Faivre.
Marcello Fabri, pseudonyme de Marcel Louis Faivre, né le 17 juin 1889 à Miliana (Algérie) et mort le 28 décembre 1945 à Mont Hydra à Alger (Algérie) est un poète, pamphlétaire, essayiste, écrivain, dramaturge, philosophe, critique d'art et peintre français.

## Biographie
Marcello Fabri est le dernier né d'une famille de quatre enfants. Son père Jules Xavier Faivre est originaire de la Haute-Saône et l'époux de Marie Félicité Faivre, née Régnier. Cette famille s'installe en Algérie dans les années 1845. Il a quinze ans à la mort de son père et a déjà écrit ses premiers poèmes qui sont publiés dans les Annales Africaines et dans la nouvelle revue  L'Écho d'Alger. Cette même année, il entre dans l'administration de la Poste pour avoir son indépendance.
Ami de son compatriote le peintre Augustin Ferrando (1880-1957), ils vont planter leurs chevalets dans la campagne algéroise. Il part à Paris en 1909 et y passera deux années. Parmi ses amis, il compte le compositeur Charles Berlandier, le sculpteur Émile Gaudissard (1872-1956), l'écrivain Robert Migot, Jean Pomier, un des fondateurs du courant algérianiste et directeur de la revue Afrique, le peintre André Thomas Rouault (1899-1949), les poètes Alfred Rousse et Albert Tustes.
En 1915, il épouse Geneviève Germain, musicienne et femme de lettres sous le nom de plume de Jacques Duvaldizier. Ils auront ensemble cinq enfants : Gérard, Marcel-Henri (dit Mario) qui deviendra compositeur de musique, Geneviève, Lionel et Monique. Ils s'installent à Paris en 1919 où Marcello Fabri fonde La Revue de l'Époque.
En 1937, il cofonde la Fédération africaine des travailleurs intellectuels (FATI) avec Augustin Ferrando pour faire connaître en métropole la culture de l'Algérie française.
À la fin de 1937, à travers sa revue L'Âge Nouveau, il est à l'initiative de la fondation du prix de poésie que va décerner l'académie Mallarmé en 1938. Cette revue littéraire fait une grande place aux idées philosophiques et aux préoccupations sociales du temps. Y écrivent, entre autres, Jean Catulle-Mendés, Paul Valéry et Alfred Villot.
Rentré à Alger à la fin du mois d'août 1939, il doit par la force des choses exploiter un domaine pour faire face au quotidien. Il a toujours gardé le contact avec ses amis de Paris comme Paul Achard, Alexandre Ballot et Georges Duhamel.
Il meurt des suites d'une hémorragie cérébrale le 28 décembre 1945 dans sa villa du Mont Hydra à Alger. À Alger, son tombeau en lave fut sculpté en taille directe par son ami Paul Cognasse. Sa veuve contribuera à faire connaître, éditer et rééditer son œuvre jusqu'à son propre décès.
En 2001, une association a été fondée pour promouvoir son œuvre.

## Œuvres

### Poésie
- Hallucinations, Imprimerie algérienne, 1909.
- L'Homme qui devient Dieu, La Plume, 1912.
- Six poèmes synchroniques suivis de La Messe d'art, Povolosky et Cie, 1922.
- De l'île déserte, La Cité Nouvelle, 1937.
- Les Chers esclavages, La Cité Nouvelle, 1937 ; réédité en 1989 aux éditions La Porte du Sud.
- Cryptogrammes pour civilisés demeurés sauvages, La Cité Nouvelle, 1947.
- Notre-Dame de la Chair, Hautefeuille, collection « Caractères », 1958.

### Théâtre
- La Folie de l'homme [thème pour chorégraphie], Le Carnet critique, 1919 ; rééditée par le Mercure de France en 1946.
- Le Génie camouflé, manuscrit, mis en scène au Théâtre de l'Œuvre, 1925.
- L'Homme aux cent deniers, L'Âge Nouveau.
- Jugurtha, édition posthume de l'Âge Nouveau en 1951, rééditée par la Porte du Sud en 1993.

### Essais
- Marcello Fabri, 1925 et notre Art, Éd. de l'Époque, 1925.
- Regards sur le destin des Arts, édition posthume Paris-Elf, 1947 ; réédité par le Cercle du Livre en 1951.
- Œdipes sans énigmes, édition posthume Paris Corréa, 1950.

### Romans
- La Force de vivre, Paris, Livre Mensuel, 1919 ; réédité par les Éd. La Porte du Sud en 1990.
- L'Inconnu sur la ville, Paris, Éd. Povolosky et Cie1, 921.
- Visage du vice, Éd. du Nouveau Monde, 1923.
- Puissance de la Foi, Éd. Mercure de France, 1938.
- La Terre et les Miraculées, édition posthume à La Colombe, 1958 ; rééditée par la Porte du Sud en 1994.

### Création de revues
- La Revue de l'Époque, parution d'octobre 1919 à mai 1923.
- L'Âge Nouveau, parution de 1938 à juillet 1939, puis reparution de 1947 à 1974 par les soins de sa veuve.